# Nissan Cima
Nissan Cima – luksusowy samochód osobowy produkowany przez japońską firmę Nissan w latach 1988-2010. Dostępny jako 4-drzwiowy sedan. Do napędu używano silników V6 i V8. Moc przenoszona była na oś tylną (opcjonalnie AWD) poprzez automatyczną skrzynię biegów. Powstały cztery generacje Cimy. Samochód został zastąpiony przez model Fuga.

## Dane techniczne ('96 V6 3.0)

### Silnik
- V6 3,0 l (2987 cm³), 4 zawory na cylinder, DOHC
- Układ zasilania: wtrysk
- Średnica cylindra × skok tłoka: 93,00 mm × 73,30 mm
- Stopień sprężania: 9,0:1
- Moc maksymalna: 270 KM (198 kW) przy 6000 obr./min
- Maksymalny moment obrotowy: 368 N•m przy 3600 obr./min

### Osiągi
- Przyspieszenie 0-100 km/h: 7s
- Prędkość maksymalna: 180km/h

## Dane techniczne ('03 V8 4.5)

### Silnik
- V8 4,5 l (4494 cm³), 4 zawory na cylinder, DOHC
- Układ zasilania: wtrysk
- Średnica cylindra × skok tłoka: 93,00 mm × 82,70 mm
- Stopień sprężania: 10,5:1
- Moc maksymalna: 280 KM (206 kW) przy 6000 obr./min
- Maksymalny moment obrotowy: 451 N•m przy 3600 obr./min

### Osiągi
- Przyspieszenie 0-100 km/h: b/d
- Prędkość maksymalna: b/d

## Galeria

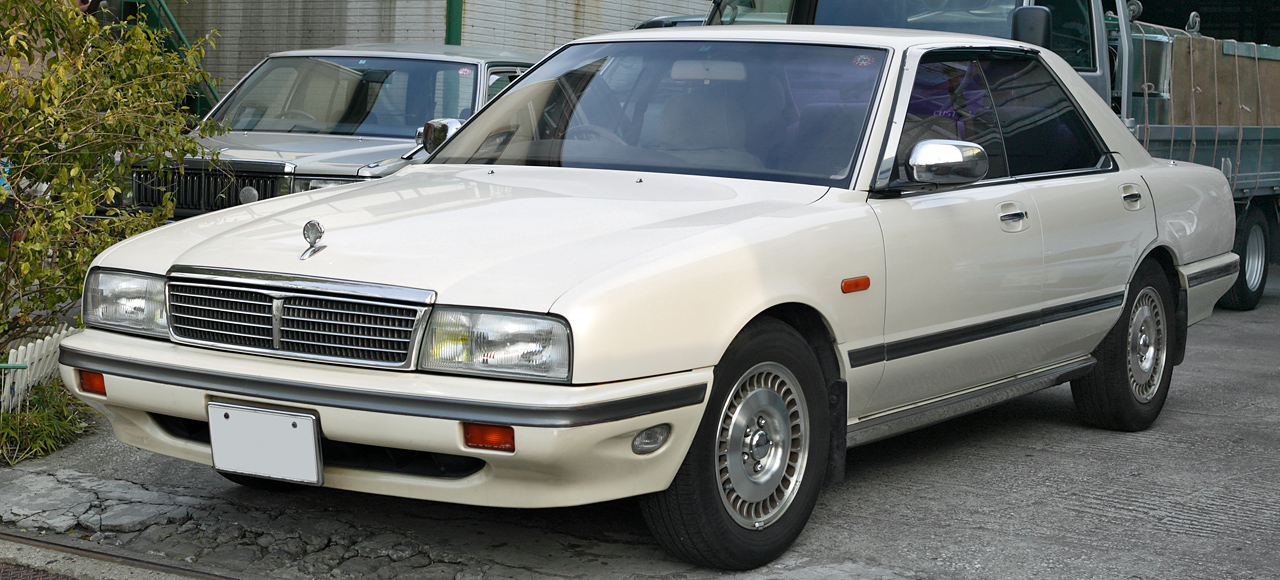
'88-'91 Cima
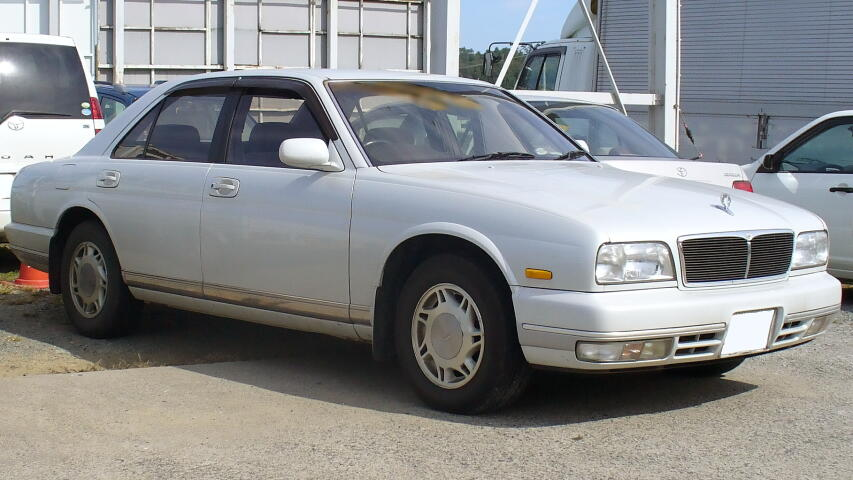
'91-'96 Cima
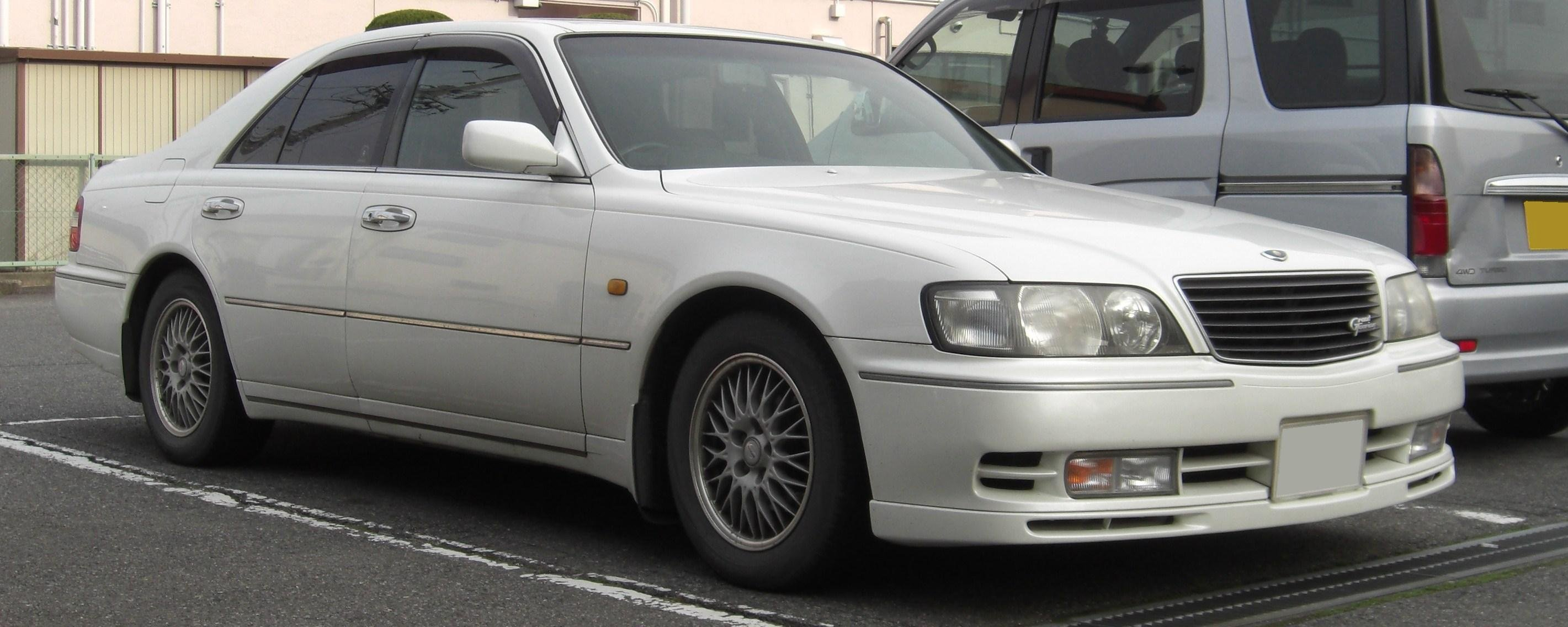
'96-'01 Cima
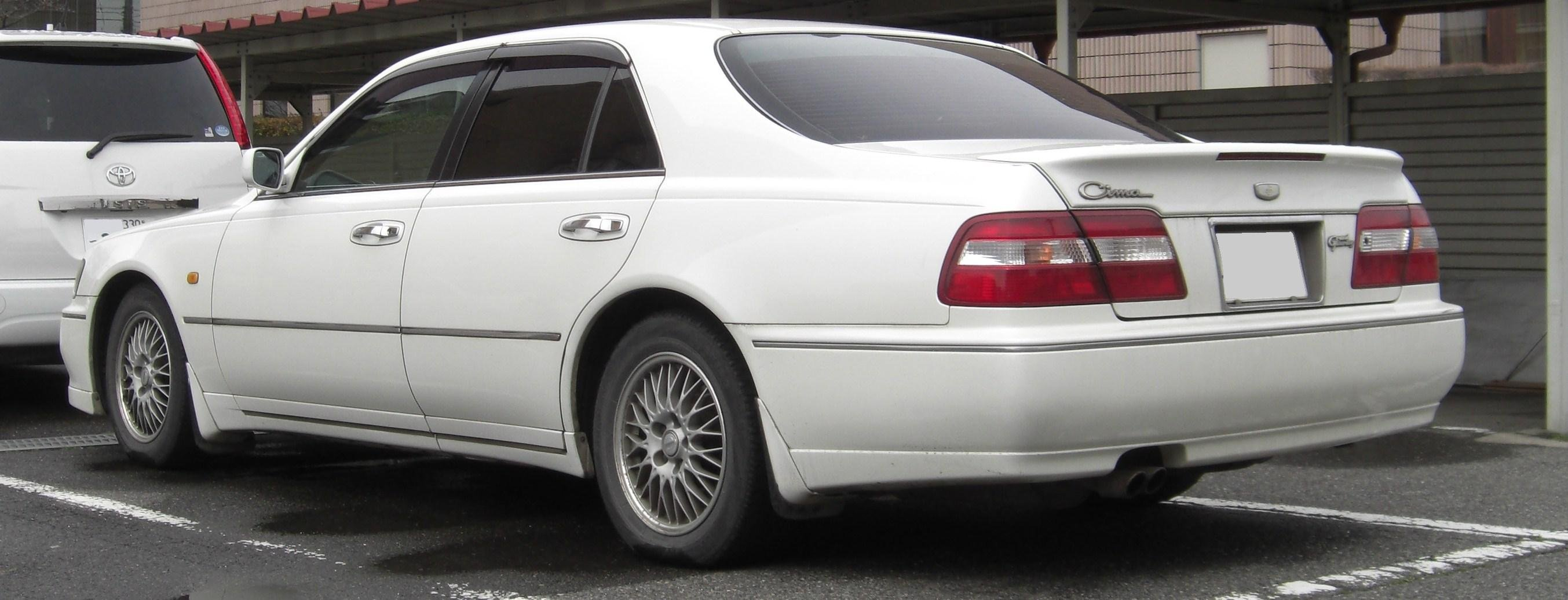
'96-'01 Cima